# 世界智力運動會圍棋比賽
在2008年世界智力运动会創辦時，圍棋就是正式比賽項目，共有六個分項目：男子、女子个人比赛、男子、女子團體賽、個人公開賽和混合雙人賽。

## 獎牌榜
| 排名 | 国家／地区 | 金牌 | 银牌 | 铜牌 | 總數 |
| ---- | ---------- | ---- | ---- | ---- | ---- |
| 1    | 中国       | 3    | 1    | 1    | 5    |
| 2    |            | 2    | 4    | 3    | 9    |
| 3    |            | 1    | 0    | 0    | 1    |
| 4    | 中華臺北   | 0    | 1    | 0    | 1    |
| 5    | 日本       | 0    | 0    | 2    | 2    |

## 2008年世界智力运动会围棋比赛
| 項目         | 金牌                       | 银牌                       | 铜牌                       |
| 男子个人比赛 | 姜东润 九段                | 朴正祥 九段                | 李喆 六段                  |
| 女子个人比赛 | 宋容慧 初段                | 李玟真 五段                | 朴智恩 九段                |
| 个人公开赛   | 赵大元 7段                 | 咸泳雨 7段                 | 李勇熙 6段                 |
| 男子团体赛   |                            | 中国                       | 日本                       |
| 女子团体赛   | 中国                       |                            | 日本                       |
| 混合双人赛   | 黄奕中 七段 ／ 范蔚菁 二段 | 周俊勋 九段 ／ 謝依旻 四段 | 温昭珍 四段 ／ 李夏辰 三段 |

## 2012年世界智力运动会围棋比赛
| 項目         | 金牌                | 银牌          | 铜牌          |
| 男子个人比赛 | 賴宥丞 7段          | 郭乃福 7段    | 羅聖傑 7段    |
| 女子个人比赛 | 林曉彤 6段          | 大沢摩耶 6段  | 余瑾 6段      |
| 团体赛       | 中華臺北一队        | 中華臺北二队  | 新加坡        |
| U21青年赛    | 郭乃福              | 蔡丞韦        | 许皓鋐        |
| 混双赛       | 中曾根理树/大泽摩耶 | 洪新维/林晓彤 | 赖宥丞/卢钰桦 |

## 外部連結
- 第一屆世界智力運動會官方網站（页面存档备份，存于）
- 新浪网“第一届世界智力运动会”专题（页面存档备份，存于）
- 搜狐网“第一届世界智力运动会”专题（页面存档备份，存于）
- 腾讯网“首届世界智力运动会”专题（页面存档备份，存于）